# Табакмахер Ківа Маркович
Ківа Маркович Табакмахер (3 жовтня 1903, Ковель — після 1963) — ректор Житомирського учительського інституту.

## Життєпис
Походить з єврейської родини, мати Хана працювала в кондитерській майстерні, у зв'язку з німецькою окупацією майстерня припинила роботу, нестатки змусили тринадцятирічного Ківу шукати будь-який заробіток.
1916 у пошуках роботи опиняється в Німеччині. Тим часом матір висилають з прикордонної смуги до Кельців. Повернувшись до матері, продає газети; відвідував місцевий клуб, брав участь у художній самодіяльності. Нетривалий час був членом юнге-бунду, квитка не мав.
З 1920 року пов'язав долю на довгий час з Червоною Армією. Тоді ж вступив до лав ВКП(б). У 1921 став секретарем партбюро 212-го полку 24-ї дивізії.
У березні 1921 виключений з партії з мотивацією «за пияцтво». Потім відновлений у лавах ВКП(б).
На початку 1920-х — член повітового комітету в Літині Вінницької області, у 1924—1925 роках — депутат Вінницької міської ради.
В 1923—1925 роках служив політруком роти в 72-му полку 24-ї дивізії у Жмеринці. З 1925  — політрук 137-го полку 46-ї дивізії у Києві. 1928 звільнений за інвалідністю.
З осені 1928 працює в інвалідській артілі райкоопспілки у Києві — був направлений «на укріплення». В серпні 1930-го після розстрілу «шкідників-саботажників» у м'ясній промисловості — мобілізований Київським обласним парткомом на роботу в Сибір терміном на один рік, після чого направлений на курси при навчальному комбінаті м'ясопромисловості в Полтаві.
У 1932 році К. М. Табакмахер повертається в армію. За наказом НКО № 722 від 29 червня 1932 р. — старший інструктор-пропагандист політвідділу 44 стрілецької дивізії. У 1934—1935 pp. читав лекції на корпусних курсах політскладу. З 1935 року — у 46-й дивізії на посаді начальника клубу.
З березня 1935 призначений директором Житомирського учительського інституту. Мешкав у Житомирі по вул. К. Маркса, 46, кв. 7 разом з дружиною Оленою Володимирівною Паволоцькою, 1904 року народження, та сином Феліксом, 1926 р.н. Дружина була членом ВКП(б) з 1928 року, працювала заступником редактора газети «Радянська Волинь».
На початку 1936 року рішенням бюро Житомирського міськпарткому К. М. Табакмахер був виключений з партії як «троцькіст».
5 серпня 1936 усунений від роботи, 15 серпня знятий з посади директора Житомирського учительського інституту.
10 жовтня 1936 оперуповноважений ДБ Камраз підписав постанову про арешт — за ст. 54-10 і 54-11 КК УРСР, почалося слідство: — 10 листопада 1936 його етапували до Києва.
Згідно з вироком, термін заслання К. М Табакмахера мав закінчитися 10 жовтня 1941 р. Замість очікуваного звільнення, 18 лютого 1942 р. Військовим трибуналом прикордонних військ МВС СРСР пред'явлено нове звинувачення: «…Збирався організувати збройне повстання, захопити владу і запросити Гітлера на Воркуту». За цей «злочин» колишній директор Житомирського учительського інституту просидів 21 місяць у табірній в'язниці під слідством. 23 червня 1943 р. за відсутністю складу злочину випущений у табір. На цей час його здоров'я було підірвано остаточно — він хворів на туберкульоз. За висновком лікарів — «здатний до легкої індивідуальної праці». За постановою ОН при МВС СРСР від 4 січня 1947 р. мав бути звільнений. Але, як соціально небезпечний елемент, підлягав висилці на 3 роки і вимушений був залишатися працювати у Воркуті начальником планової частини шахти.
У серпні 1948 його примусово відправляють до Кустанайської області Казахстану. Висланий проживав у селі Вікторівка Таранівського району, де працював бухгалтером маслозаводу.
25 листопада 1949 р. його знову заарештували. За постановою ОН МДБ СРСР від 16 жовтня 1950 р. К. М. Табакмахера засудили до десяти років виправно-трудових таборів. Реабілітація настала 8 травня 1957. За постановою Київського обласного суду Ківа Маркович Табакмахер реабілітований «за недоведеністю пред'явлених звинувачень».
Із подальшої долі К. М. Табакмахера відомо, що на 26 серпня 1957 р. він мешкав у м. Покров Владимирської області, 2 березня 1959 р. прибув на місце проживання у м. Владимир. У 1963 році жив у Первомайському районі Москви.
1993 року реабілітований